# Arta (Regionalbezirk)
Regionalbezirk Arta (griechisch Περιφερειακή Ενότητα Άρτας Periferiakí Enótita Ártas) ist einer der vier Regionalbezirke der griechischen Region Epirus. Er wurde im Jahr 1881 vom Osmanischen Reich an Griechenland abgetreten und als Präfektur errichtet. 1915 wurde die Präfektur um die Gebiete westlich des Arachthos erweitert. Mit der Verwaltungsreform 2010 verlor er den Präfekturstatus; seither hat das Gebiet abgesehen von der Sitzzuteilung im Regionalrat und als Wahlkreis für das Griechische Parlament keine eigenständige politische Rolle mehr. Namensgeber und Hauptort ist die Stadt Arta.

## Lage und Geographie
Das Gebiet liegt nördlich des Ambrakischen Golfs und ist im Nordosten von Bergen umgeben, durch die nur eine einzige Straßenverbindung über das Pinios-Tal in die Region Thessalien führt. Im Westen und Norden grenzt Arta an die Gebiete der Regionalbezirke Preveza und Ioannina, im Osten an Thessalien und im Süden an Ätolien-Akarnanien. Die östliche Grenze bildet der Fluss Acheloos und die westliche Grenze der Fluss Louros.
Die höchste Erhebung des Gebiets ist der Athamanon an der Nordostgrenze mit einer Höhe von 2393 m ü. NN. Der Athamanon und das dazugehörende von Nordnordwest nach Südsüdost verlaufende Bergmassiv gehören zum südlichen Pindos-Gebirge. Der Athamanon stellt zugleich die Wasserscheide zwischen dem Einzugsgebiet des Arachthos im Westen des Bergmassivs und dem Acheloos im Osten des Bergmassivs dar. Das Gebiet Artas gehört zum Wassereinzugsgebiet des Arachthos. Dieser ist zugleich auch der größte und längste Fluss, gefolgt vom Fluss Louros an der Westgrenze des Gebiets.

### Gliederung
Der Regionalbezirk Arta umfasst die Gemeinden Arta, Georgios Karaiskakis, Kendrika Tzoumerka und Nikolaos Skoufas.

## Verkehr
Der Hauptverkehrsträger sowohl im öffentlichen wie auch im wirtschaftlichen und privaten Verkehr ist der Straßenverkehr. Das Gebiet hat ein Netz von gut ausgebauten Straßen vor allem im ebenen Teil um den ambrakischen Golf herum. Die Hauptrichtung der Verkehrsströme ist von Norden (Ioannina) nach Süden (Agrinio, Messolongi).
- Nationalstraße 5 (Europastraße 951)

Die Nationalstraße 5 führt von Norden aus Ioannina kommend über Filippiada und Arta nach Amfilochia, Agrinio und Messolongi. Sie ist zugleich eine Europastraße und stellt die mit Abstand wichtigste Straßenverbindung der Präfektur dar. In den nächsten fünf bis zehn Jahren wird die Nationalstraße 5 durch die Autobahn 5 (Ionia Odos) ersetzt: diese wird im Wesentlichen auf gleicher Trasse verlaufen. Im Osten von Arta ist ein Teilstück als Autobahnumgehung der Stadt bereits fertiggestellt und entlastet damit die Stadt Arta von dem Durchgangsverkehr, welcher mit der Nationalstraße 5 verbunden war.
- Nationalstraße 42

Die Nationalstraße 21 zweigt in Filippiada von der Nationalstraße 5 ab und führt in westlicher Richtung auf die Insel Lefkada zu. Sie verläuft am Nordrand des ambrakischen Golfes.
- Nationalstraße 30

Die Nationalstraße 30 führt vom Süden Artas aus (Anbindung an die Nationalstraße 5) in Richtung Nordosten und anschließend nach Osten quer über das südliche Pindos-Gebirge nach Thessalien (Trikala). Der Ausbauzustand der Straße ist insbesondere in den gebirgigen Abschnitten nicht zureichend, sowohl hinsichtlich der Trassierung als auch hinsichtlich der Passierbarkeit im schneeführenden Winter.
Das Gebiet verfügt weder über einen internationalen Flughafen noch über einen Seehafen oder eine Eisenbahnanbindung. Im Rahmen der Planung des Schienenteils der Transeuropäischen Verkehrsnetze (TEN) ist jedoch ein Eisenbahnanschluss über die Strecke Messolongi, Agrinio, Amfilochia, Arta, Ioannina, Igoumenitsa vorgesehen. Das Projekt ist aufgrund seiner durch die Topographie bedingten hohen Kosten sehr umstritten und sowohl in seiner Finanzierung als auch Durchführung nicht gesichert.